# Mitchell-Gletscher
Der Mitchell-Gletscher ist ein steiler Gletscher im ostantarktischen Viktorialand. Im nordöstlichen Teil der Royal Society Range fließt er vom Chaplains Tableland in ostnordöstlicher Richtung zwischen dem Transit Ridge und dem Ibarra Peak zum Blue Glacier, den er in der Umgebung der Granite Knolls erreicht.
Das Advisory Committee on Antarctic Names benannte ihn 1992 nach dem US-amerikanischen Klimatologen J. Murray Mitchell (1928–1990) vom United States Weather Bureau und dessen Nachfolgeorganisationen, der von 1955 bis 1986 bei verschiedenen Forschungsprogrammen in Antarktika tätig war.